# Plan du métro de Paris
Le plan du métro de Paris est un plan représentant les lignes et stations du métro de Paris, en France.

## Présentation
La RATP, qui exploite le métro de Paris, utilise plusieurs types de plans pour le représenter.
Celui qui figure sur les dépliants qu'elle distribue, ainsi que sur son site web, est un schéma, s'attachant davantage aux positions relatives des stations les unes avec les autres et à leur situation sur les lignes qu'à leur position géographique réelle, toute pertinence dans ce domaine n'étant néanmoins pas abandonnée. Son design actuel a été conçu en 2003 par l'agence bdcconseil,.
Ceux qui sont affichés dans les stations sont plus proches de la réalité géographique. [réf. souhaitée]
La police d'écriture utilisée, comme pour toute l'identité visuelle de la RATP, est Parisine, créée par Jean François Porchez. [réf. souhaitée]

## Histoire

### Années 1900

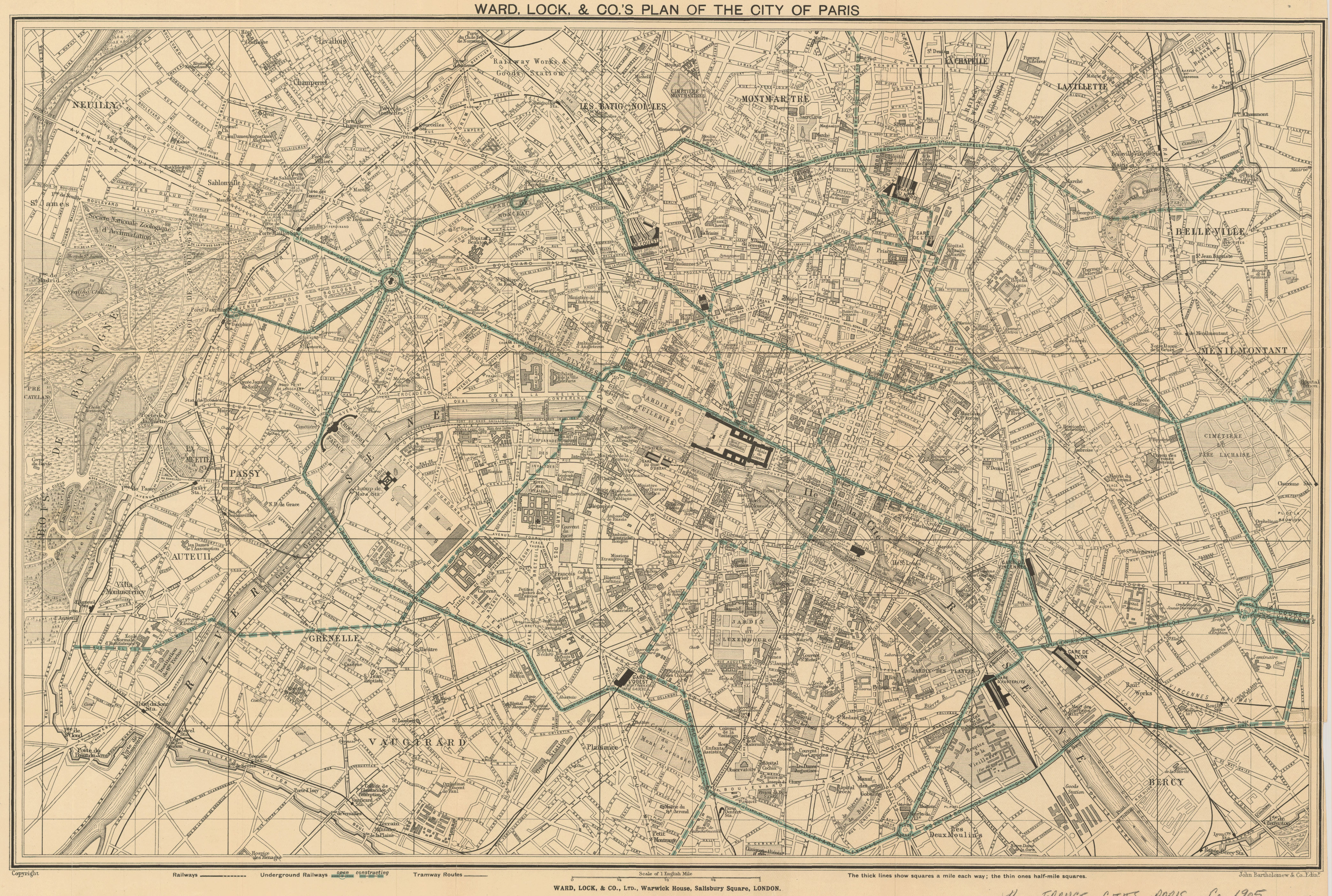
Plan de Paris et de son métro en anglais publié par Ward, Lock & Co. en 1905.
Nouveau plan de Paris, par L. Poulmaire et Garnier frères, 1909.

### Années 1910

Paris monumental et métropolitain, 1911.
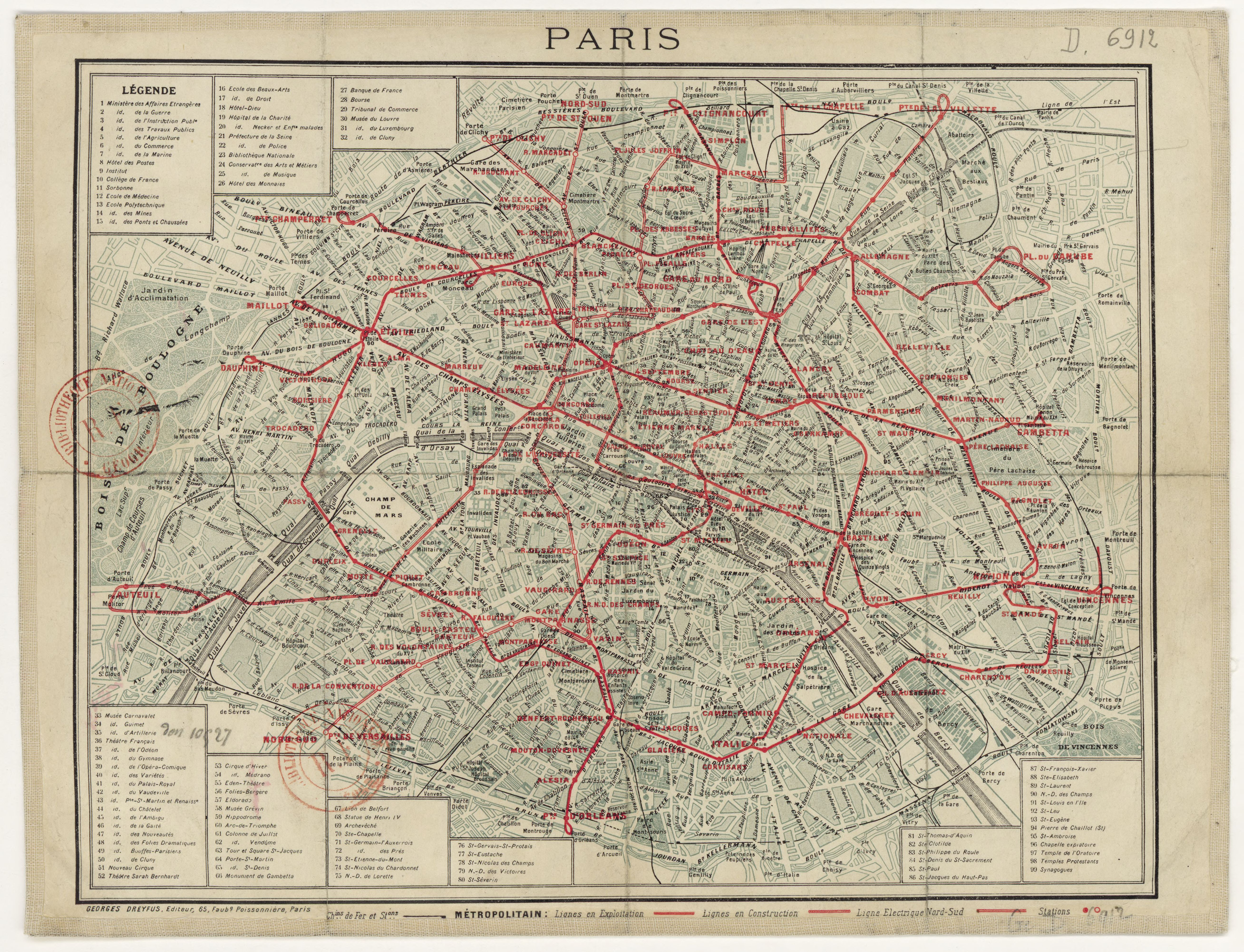
Paris [spécialement le Métropolitain], 1912.
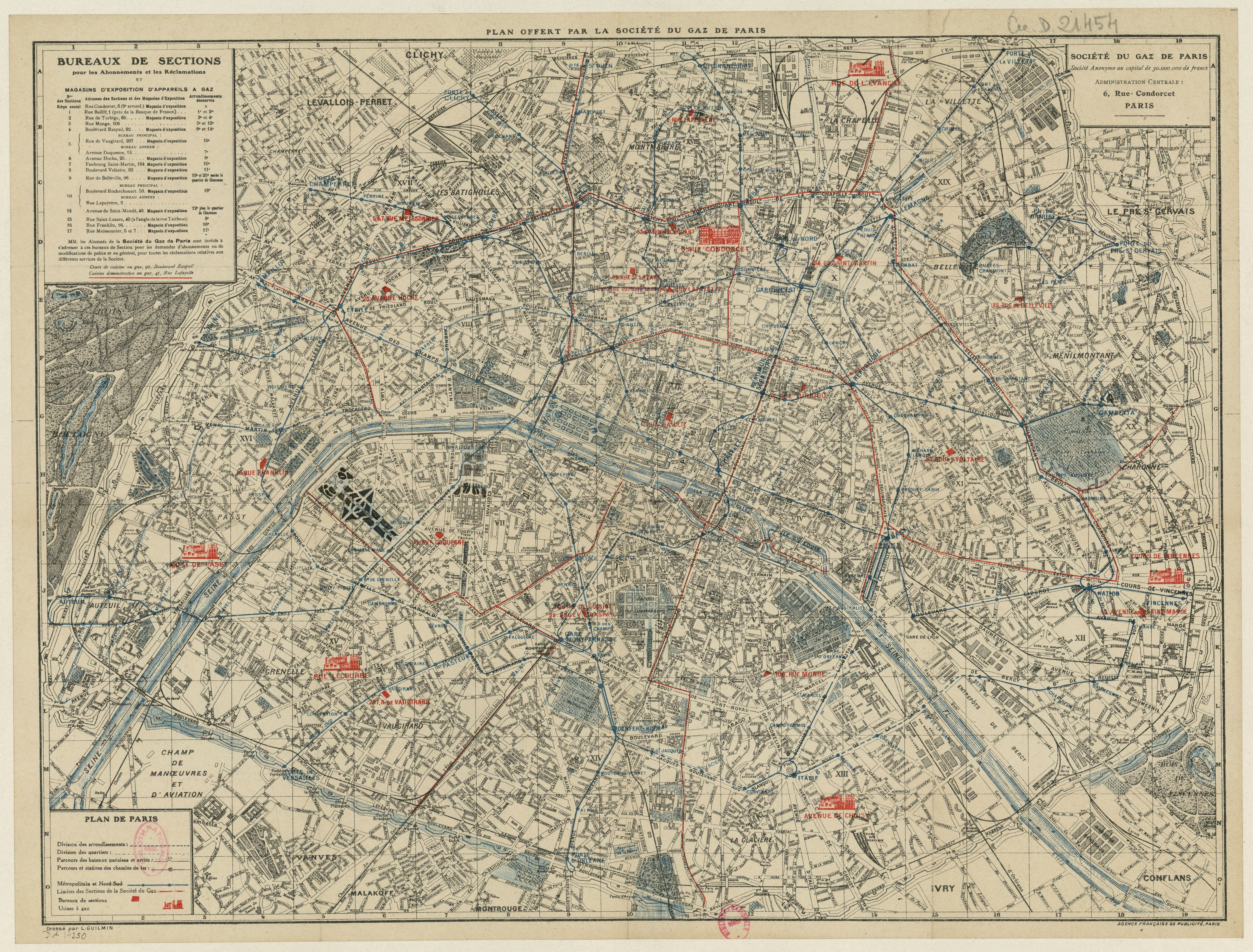
Plan de Paris, 1913.
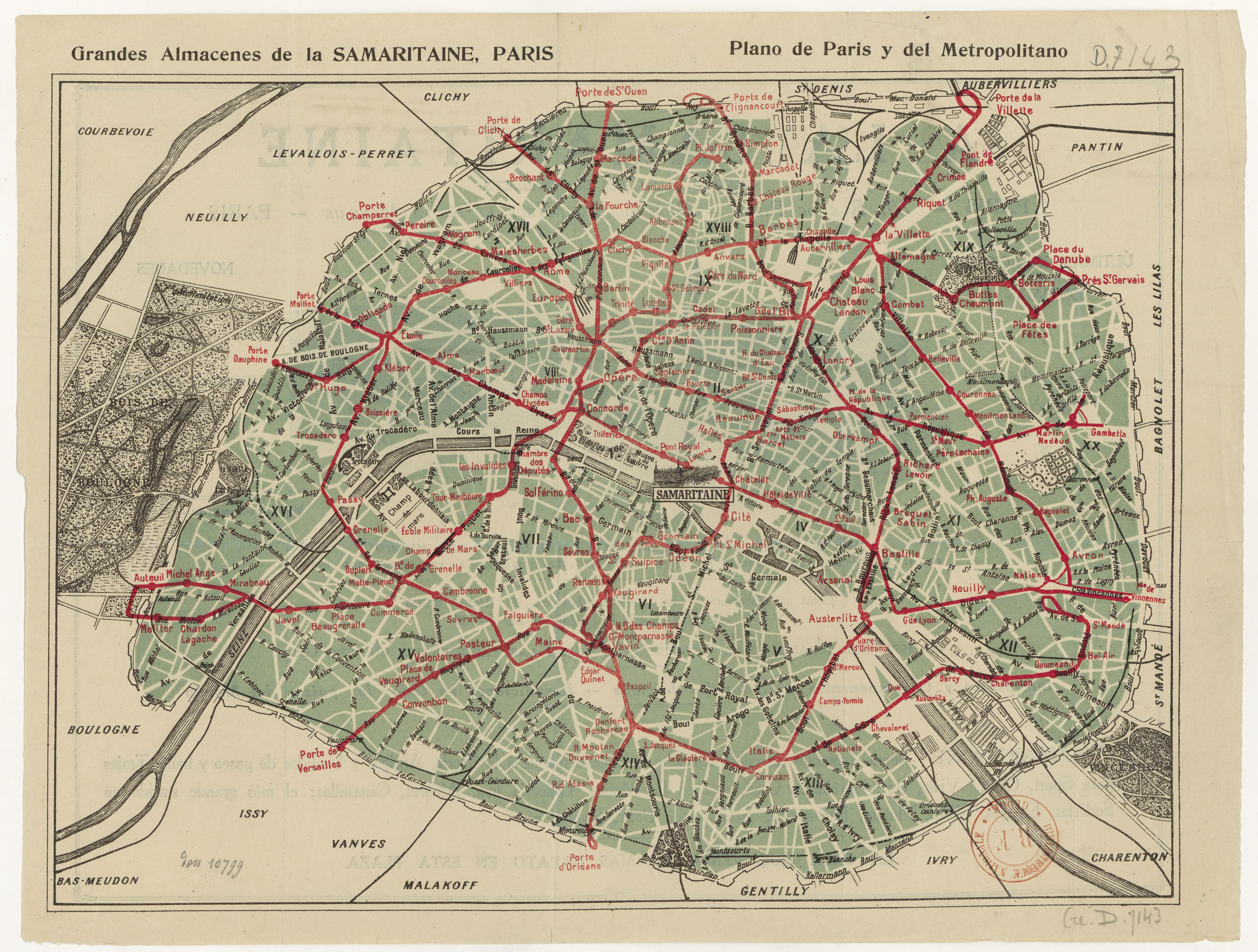
Plano de Paris y del Metropolitano, 1914.
Paris chemins de fer et métropolitain, 1916.

### Années 1920

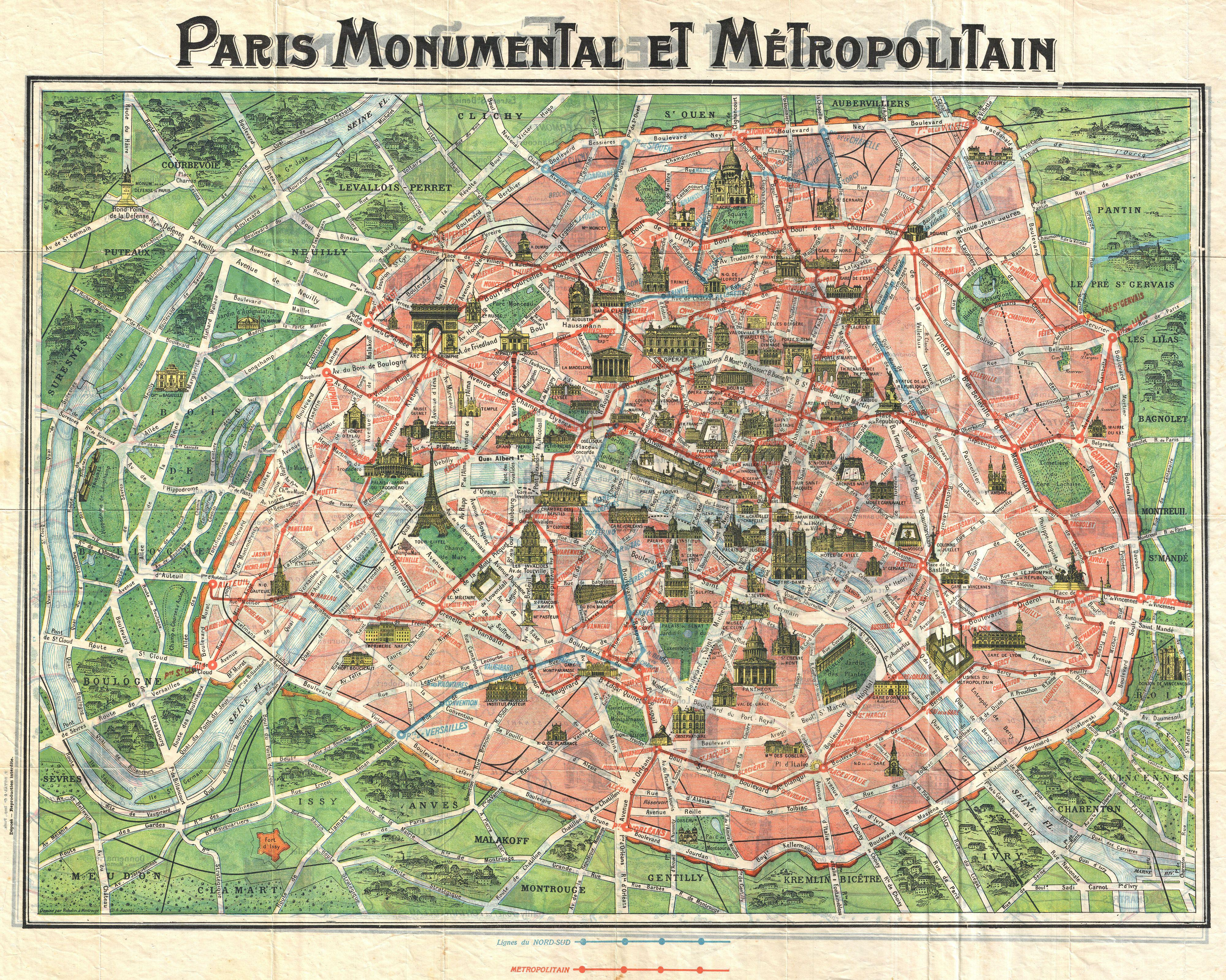
Plan des monuments et du métro de Paris, de la série Paris monumental et métropolitain, affiché dans les rues et près des monuments, 1920.
Paris chemins de fer et métropolitain, par A. Taride, 1922.
Plan commode de Paris métropolitain et nord-sud, 1925.
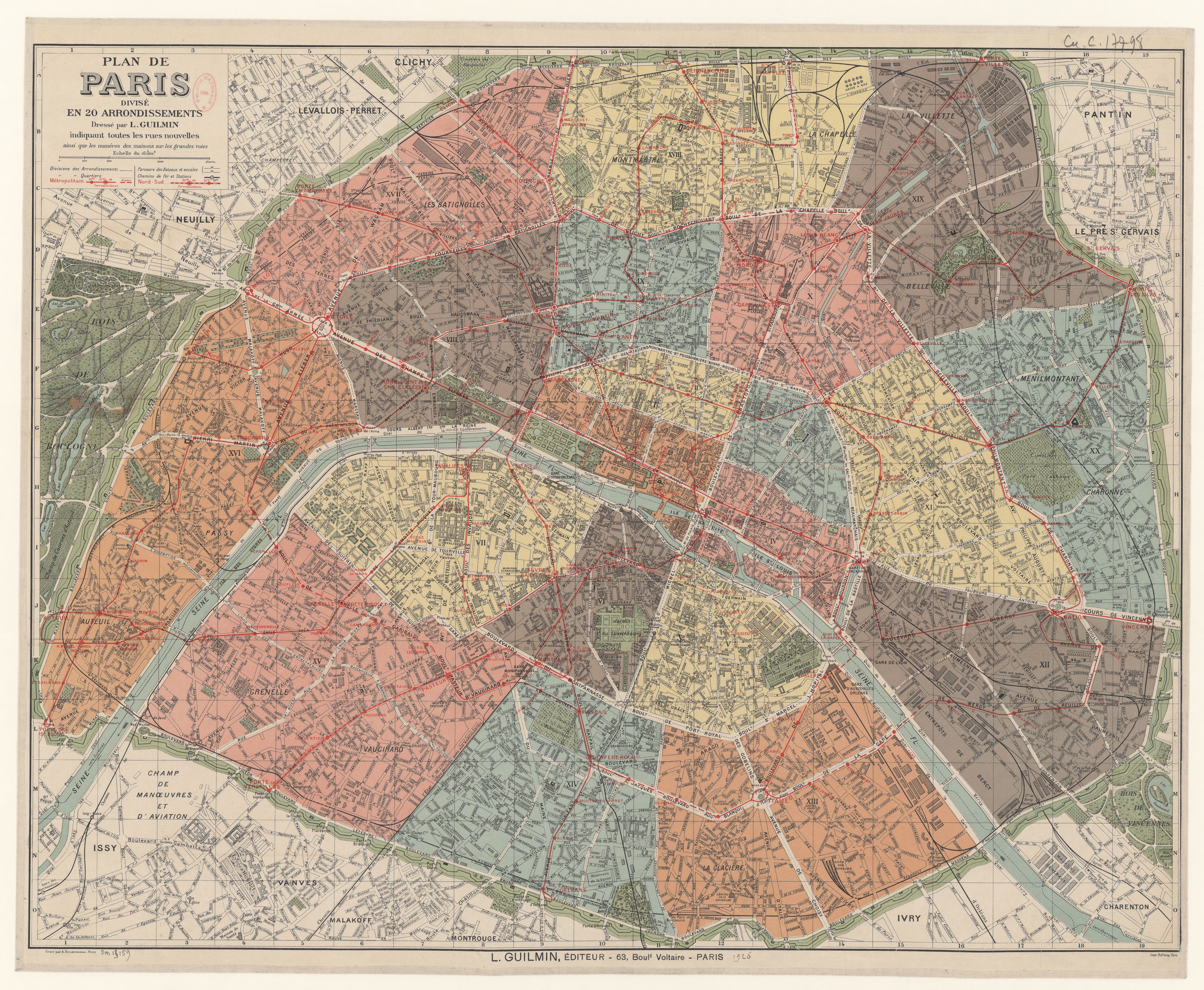
Plan de Paris divisé en 20 arrondissements, 1926.
Plan de Paris Métropolitain, 1928 - 1929.

### Années 1930

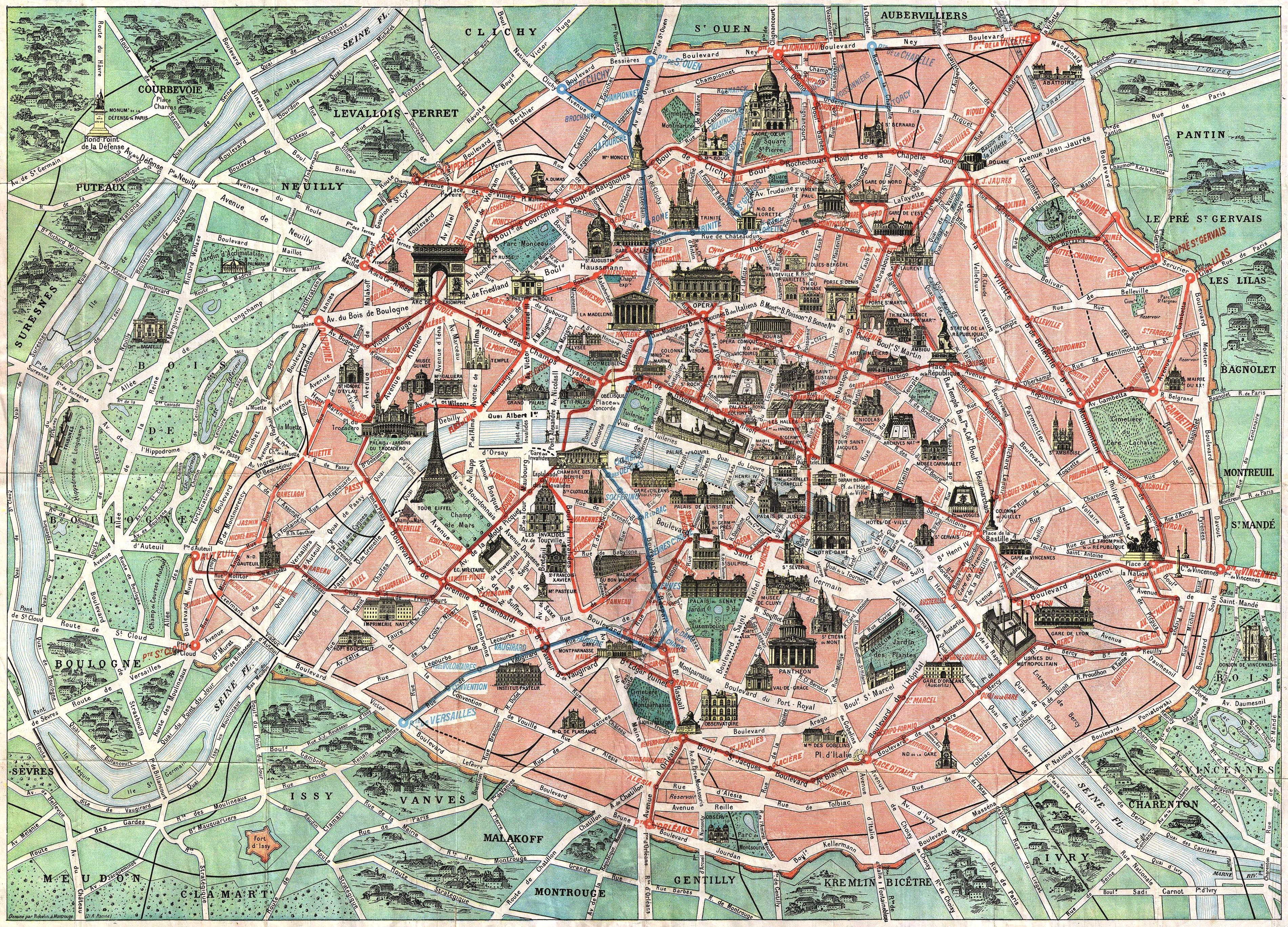
Carte des monuments et du métro de Paris. Non datée, elle correspond à l'état du réseau autour de 1932.
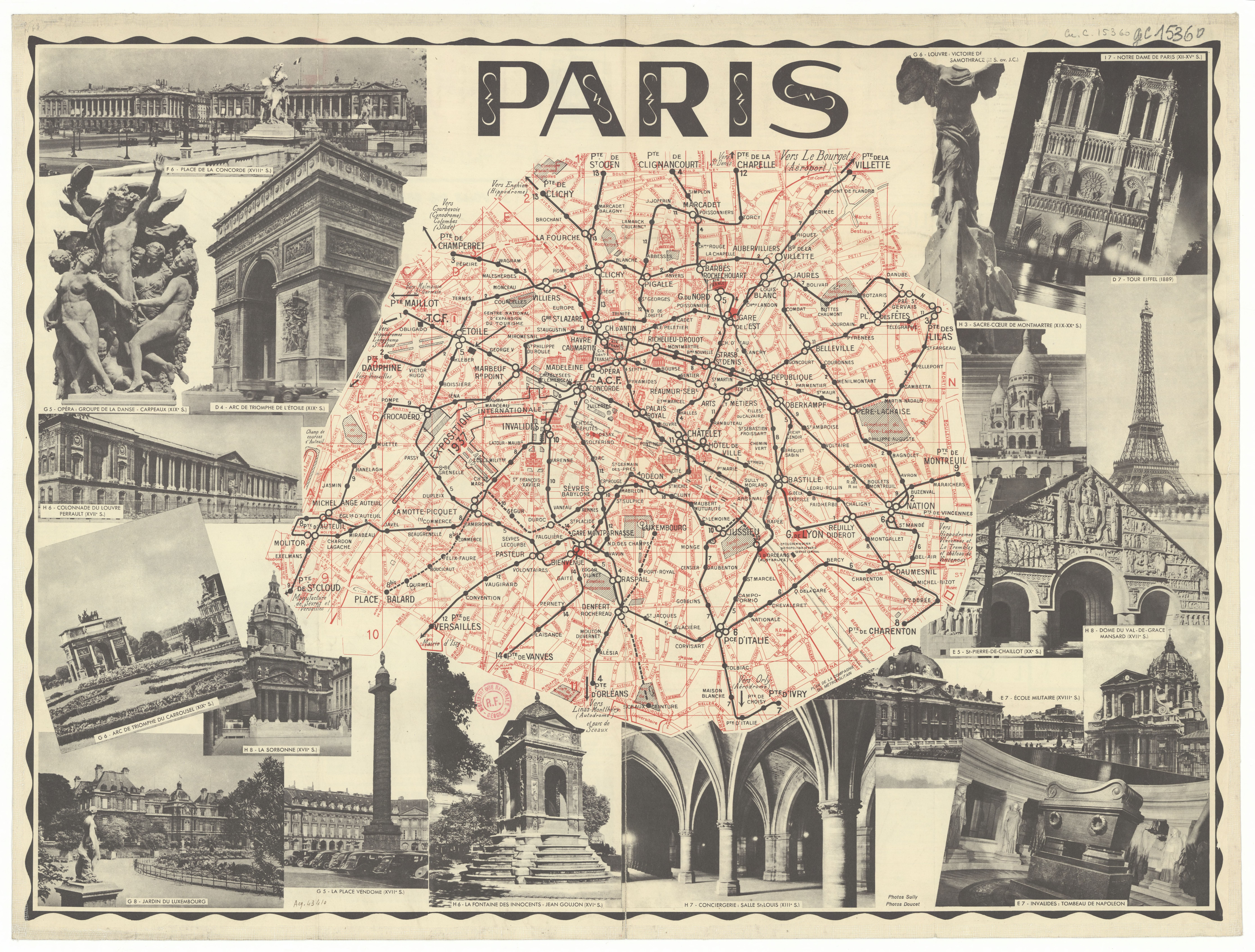
Paris, 1937.
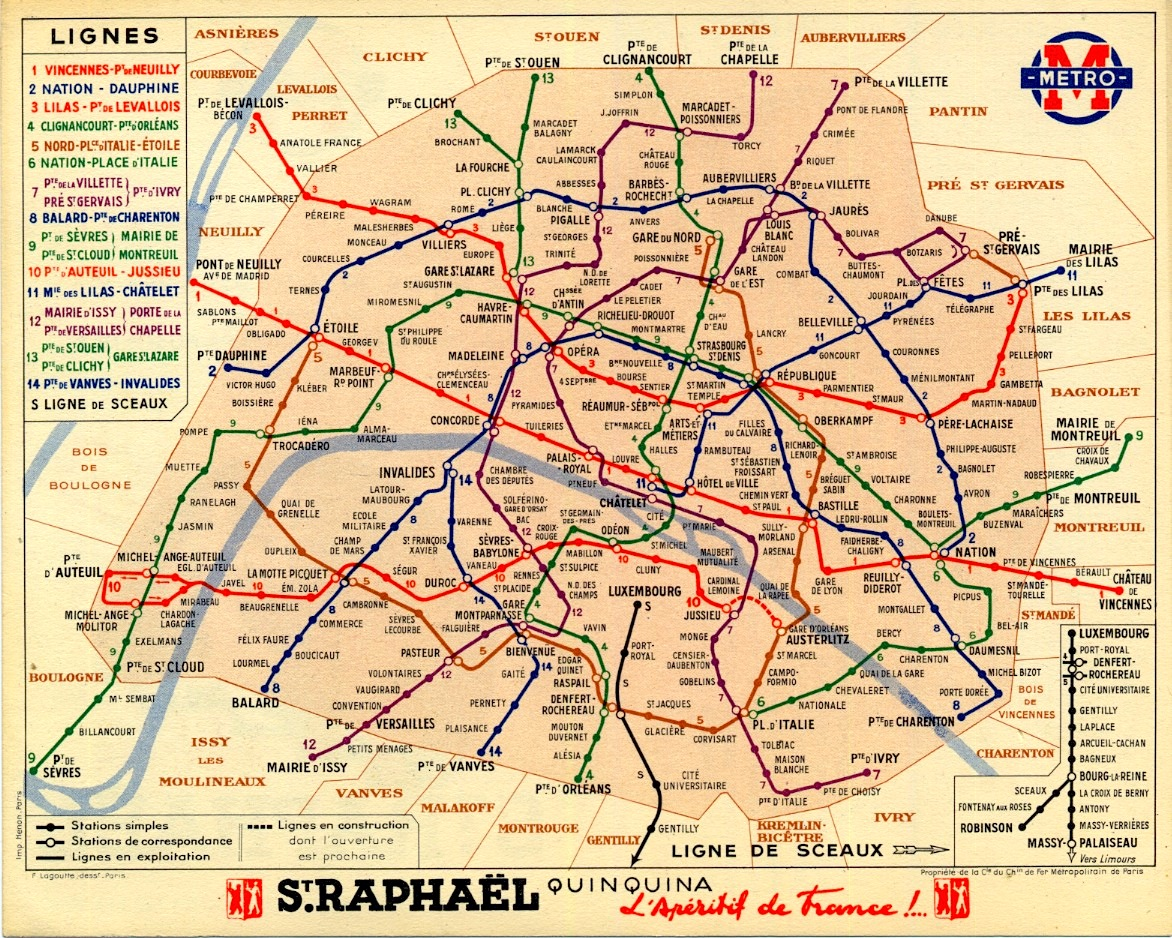
Plan du métro parisien en 1939.

### Années 1940

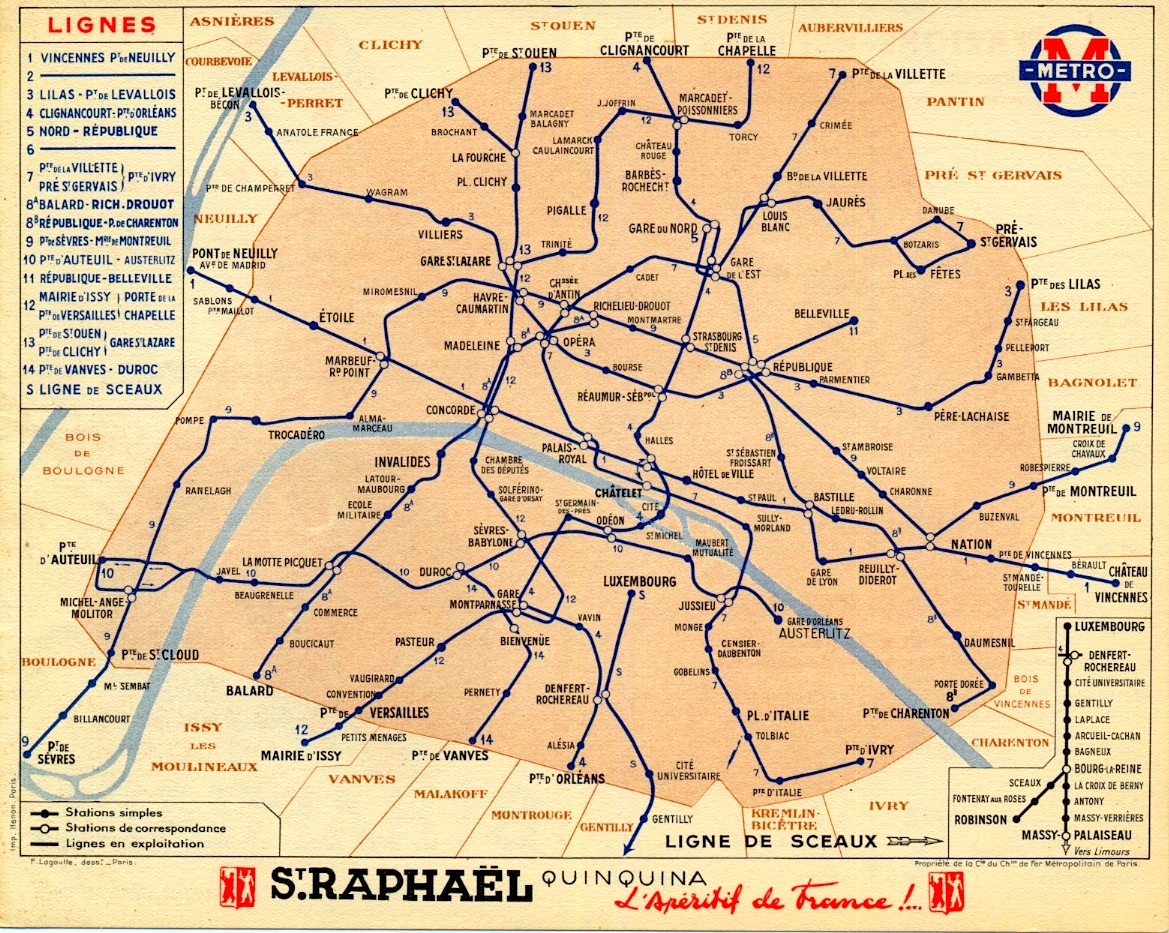
Plan du métro parisien en 1940.

### Années 2000

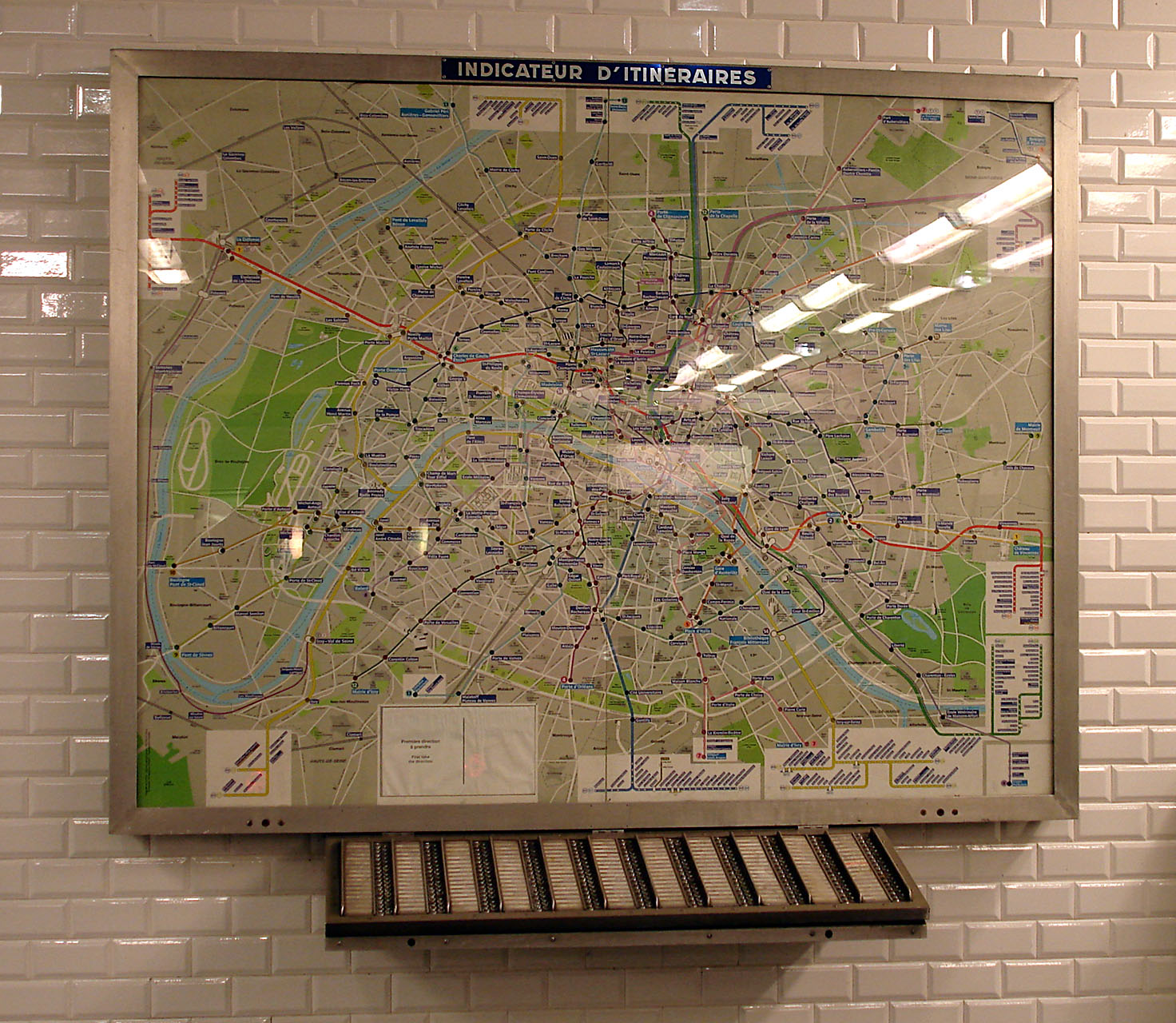
Plan indicateur lumineux d'itinéraires dans la station Pont de Levallois - Bécon, sur la ligne 3.

### Années 2010

Un plan respectant géographiquement la position des stations et des lignes.

### Années 2020

Carte topologique du métro de Paris en 2024.

## Parodies et détournements
En 1999, la RATP a affiché dans le métro des fragments de plan dans lesquels les noms des stations étaient remplacés par des anagrammes, créées en 1990 par Michelle Grangaud pour son livre Stations, sur le registre de l'Oulipo.
En 2004, la RATP a lancé une campagne publicitaire dans la presse et en affichage à l'occasion de l'extension de la ligne 14 jusqu'à la station Saint-Lazare, dans laquelle on voit un usager tenir un plan de poche minuscule par rapport à ce qui devrait être sa taille normale, accompagné du slogan « on a réduit les distances », jouant ainsi sur la notion d'échelle.
En 2005, les graphistes associés Antoine et Manuel ont revisité le plan du métro pour la carte Intégrale de la RATP, faisant des lignes du réseau les branches d'une sorte d'arbre.
En 2007, dans une œuvre intitulée World Democratic Tour et exposée à la CIUP, Pascal Colrat a détourné le plan du métro à l'échelle du planisphère, en remplaçant les noms des stations par des toponymes du monde entier, de manière géographiquement cohérente,.
En 2014, pour souligner la faible représentation des femmes dans l'espace public et dénoncer la discrimination dont elles font l'objet, l'artiste Silvia Radelli détourne le plan pour en proposer une version (Métroféminin) dans laquelle un certain nombre de noms de stations sont remplacés par des noms de femmes illustres,.
En 2018, les militants parisiens d'APF France handicap et l'agence Brand Station produisent, impriment et placardent dans Paris un plan du métro mettant en évidence la très faible proportion (3 %) des stations accessibles aux personnes handicapées.
Début 2021, dans le contexte de la pandémie de Covid-19 en France et de ses conséquences sur le milieu culturel, l'internaute Lucas Destrem réalise un plan du métro où chacune des stations voit son nom remplacé par celui d'une institution culturelle ou artistique (musée, cinéma, bibliothèque, librairie, établissement d'enseignement artistique, …),.
D'autres détournements, dans lesquels les noms des stations sont remplacés par des anagrammes, des noms de bars, des vendeurs de burgers ou les bières les moins chères, ont pu être réalisés,.

## Version libre
En juin 2011, CheckMyMetro, une application mobile sur iPhone utilisant le plan du métro édité par la RATP, a été interdite par la justice pour des raisons de non-respect de la propriété intellectuelle. Afin de contourner cette interdiction, un concours a été lancé par l'application pour créer un nouveau plan sous une licence libre. L'objectif était également d'attirer l'attention des pouvoirs publics sur le problème de la réutilisation des données produites par la RATP à une époque où de plus en plus de données ouvertes sont disponibles. [réf. souhaitée]

## Déformation temporelle
Il existe des plans mettant en avant le temps nécessaire pour aller d'une station à un autre. Ces plans sont centrés sur une station. La distance de cette station à une autre est proportionnelle au temps de parcours de l'une vers l'autre. Il existe également des plans personnalisés qui indiquent, à partir d'une position donnée, le temps ou le moyen pour aller vers n'importe quel endroit de Paris[réf. nécessaire].